# Университет Центральной Оклахомы
Университет Центральной Оклахомы (англ. University of Central Oklahoma) — общественный университет в Эдмонде, штате Оклахома, США. Основан в 1890 году как как Территориальная нормальная школа (англ. Territorial Normal School). По состоянию на осень 2024 года в университете обучается 12 599 студентов, что делает его третьим по величине университетом штата (после Оклахомского университета и Университета штата Оклахома). Под руководством университета в даунтауне Оклахома-Сити находится американский филиал британской Академии современной музыки.

## История
24 декабря 1890 году, спустя пять дней после основания Территориального университета Нормана, легислатура территории Оклахома проголосовала за создание Территориальная нормальной школы (англ. Territorial Normal School). Она была размещена в Эдмонде при условии соблюдения определённых условий. Так, округ Оклахома должен был пожертвовать 5000 долларов, а город — 40 акров (160 000 м²) земли в пределах одной мили (1,6 км) от своих границ, причём 10 из них должны были быть отведены непосредственно под здание школы; в конечном итоге земля была передана Антоном Х. Классеном. Оставшиеся 30 акров пришлось разделить на участки на продажу, чтобы собрать деньги на строительство новой школы. Тем не менее, все условия были выполнены, а Эдмонд пожертвовал дополнительно 2000 долларов.
1 октября 1891 года первым президентом школы был избран Ричард Тэтчер. Первый класс, группа из 23 учеников, впервые собралась на занятия 1 ноября в зале Эпвортской лиги, расположенном в необставленной Первой методистской церкви (для сравнения, Сельскохозяйственный и технический колледж территории Оклахома провёл свои первые занятия только в декабре, а Норман — осенью 1892 года). Здание "Олд Норт" было первым зданием, построенным Летом 1892 года было построено первое здание школы — Олд Норт, которое также стало первым зданием, построенное в Оклахоме для целей высшего образования. В 1897 году первый выпускной класс, двое мужчин и три женщины, получили дипломы об окончании обычной школы.
В 1901 году открылась лабораторная школа, просуществовавшая до 1961 года, в которой местные школьники обучались у преподавателей и будущих педагогов. В 1904 году школа была переименована в Центральную государственную нормальную школу (англ. Central State Normal School). 29 декабря 1919 года Совет штата по образованию принял постановление, согласно которому Центральная школа стала четырёхгодичным педагогическим колледжем, присуждающим степень бакалавра, что привело к переименованию её в Центральный государственный колледж учителей (англ. Central State Teachers College). Первые бакалавры выпустились в 1921 году. В 1939 году легислатура Оклахомы разрешила школе присуждать степени бакалавра искусств и бакалавра естественных наук, кроме того, название учреждения было изменено на Центральный государственный колледж (англ. Central State College).
11 марта 1941 года колледж стал частью скоординированной государственной системы высшего образования, контролируемой Управлением высшего образования Оклахомы. В 1954 году оно разрешило колледжу присваивать степень магистра педагогики (с 1969 года — магистра образования). В 1971 году колледж также получил разрешение на присвоение степеней магистра искусств по английскому языку и магистра делового администрирования, в связи с чем 13 апреля он был переименован в Центральный государственный университет (англ. Central State College). В том же году Олд Норт был внесён в Национальный реестр исторических мест. 18 мая 1990 года, в год столетия университета, название университета было изменено на Университет Центральной Оклахомы (англ. University of Central Oklahoma).

## Образование
В состав Университета Центральной Оклахомы входят: Колледж изящных искусств и дизайна; Колледж свободных искусств; Колледж бизнеса; Колледж образования и профессиональных исследований; Колледж математики и естественных наук; Институт криминалистики; Колледж последипломного образования Джексона; Школа дизайна; Инженерная школа; и Школа музыки. Кроме того, с 2009 года под руководством университета в даунтауне Оклахома-Сити находится американский филиал британской Академии современной музыки.
В составе Школы музыки с 1974 года существует отдел джазовых исследований UCO Jazz Lab, крупнейший в штате и один из крупнейших в стране. В 1975 году его джазовый ансамбль получил высшие награды на джазовом фестивале в Уичито, а в 1985 году ансамбль, исполнявший музыку в стиле диксиленд, был назван лучшим в стране. В 2006 и 2008 годах музыканты UCO получили награду лучшему университетскому джазовому ансамблю на джазовом фестивале Университета Северного Техаса.